# جیمز بویی (دانشمند)
جیمز بویی (انگلیسی: James L. Buie؛ 1920 – ۲۵ سپتامبر ۱۹۸۸) یک مهندس برق و مخترع اهل ایالات متحده آمریکا بود. وی عضو پیوسته انجمن مهندسان برق و الکترونیک بود.